# Charles de Ligne (schaatser)
Charles de Ligne (12 september 1895 - Sint-Genesius-Rode, 14 november 1944) was een Belgisch schaatser.

## Levensloop
Charles de Ligne - een Brussels handelaar - was tijdens de Eerste Wereldoorlog actief als cavalerist. Hij was gehuwd met Yvonne Geurts. Door haar werd hij ook actief in het schaatsen. Zo nam hij deel tijdens de Olympische Winterspelen van 1936 aan de 500 m., 1500 m., 5000 m. en de 10.000 meter. Hij vestigde er het opmerkelijke record van traagste schaatser aller tijden tijdens een Olympische wedstrijd. Zo finishte de Ligne op de 1500 meter met meer dan een ronde achterstand en op de 10.000 meter werd hij naar verluidt zesmaal gedubbeld.
Nadat ze hun sportieve carrière beëindigden runde het echtpaar een decoratiezaak in de Baljuwstraat te Elsene. Tijdens de Tweede Wereldoorlog werd het koppel actief in het verzet, waarbij ze tal van geallieerde piloten, parachutisten en geheim agenten Het Kanaal over loodsten. Tijdens deze periode leerde zijn echtgenote de 14-jaar jongere Nederlandse kunstschaatser Jacob Hartog kennen, waarmee ze een romance begon. Wanneer de Ligne hen in de gezinswoning op heterdaad betrapte werkte hij Hartog hardhandig buiten.
Kort na de bevrijding van Brussel - op 14 november 1944 - werd de Ligne in hun buitenverblijf te Sint-Genesius-Rode om het leven gebracht door middel van vier schoten in zijn buik die werden afgevuurd met een Duitse revolver. Geurts verklaarde aan de politie dat de moord mogelijks een actie van de Gestapo was, gezien hun verzetsactiviteiten. Tijdens het onderzoek werd evenwel duidelijk dat het moordplan beraamd werd door Geurts en Hartog. De moord zelf werd uitgevoerd door Tervurenaar Armand Michiels.
In december 2019 verscheen in de RTBF-reeks Noir Jaune Rouge - Belgian Crime Story op La Première het luisterverhaal Le cri de la glace van Éric Russon, een fictieverhaal gebaseerd op de 'Affaire Geurts'.